# Куліковська група лиманів
Куліковські лимани група водойм лагунового походження, входить до складу Центральної системи Кубанських лиманів (Темрюцький район).
Куліковські лимани займають крайнє південне-західне положення в системі, розташовуясь між підніжжям Курчанської височини і прирічищними валами Чумакова єрика. На заході вони примикають до Вербяної коси Азовського моря.
Куліковська група включає величезний Курчанський лиман і понад десятка порівняно дрібних лиманів (Ординський, Гадючий тощо). Вододілом між ними є прируслові вали єрика Курка.
Куліковські лимани мають важливе нерестове, промислове, рибальсько-спортивне і водогосподарське значення.